# تريزا بريك
تريزا بريك هي رباعة كندية، ولدت في 4 مايو 1965.